# Samtgemeinde Oldendorf-Himmelpforten
Die Samtgemeinde Oldendorf-Himmelpforten ist ein Gemeindeverband im Landkreis Stade in Niedersachsen. Der Verwaltungssitz befindet sich in Himmelpforten, in Oldendorf ist eine Außenstelle inklusive Bürgerbüro ansässig. In der Samtgemeinde leben etwa 19.000 Einwohner.

## Samtgemeindegliederung
Die Samtgemeinde besteht aus den zehn Mitgliedsgemeinden Burweg, Düdenbüttel, Engelschoff, Estorf, Großenwörden, Hammah, Heinbockel, Himmelpforten, Kranenburg und Oldendorf.

## Geschichte
Die Samtgemeinde ist am 1. Januar 2014 aus dem Zusammenschluss der Samtgemeinden Himmelpforten und Oldendorf entstanden.

## Politik

### Samtgemeinderat
Der Samtgemeinderat der Samtgemeinde Oldendorf-Himmelpforten besteht aus 32 Ratsfrauen und Ratsherren. Dies ist die festgelegte Anzahl für eine Samtgemeinde mit einer Einwohnerzahl zwischen 15.001 und 20.000 Einwohnern. Die Ratsmitglieder werden durch eine Kommunalwahl für jeweils fünf Jahre gewählt. Die aktuelle Amtszeit begann am 1. November 2016 und endet am 31. Oktober 2021.
Stimmberechtigt im Rat der Samtgemeinde ist außerdem der hauptamtliche Samtgemeindebürgermeister Holger Falcke (parteilos). 
Die letzte Kommunalwahl am 12. September 2021 ergab das folgende Ergebnis:
| Partei | Stimmen in Prozent | Sitze |
| ------ | ------------------ | ----- |
| CDU    | 36,48 %            | 12    |
| SPD    | 31,63 %            | 10    |
| FWG    | 14,41 %            | 4     |
| GRÜNE  | 8,97 %             | 3     |
| OLH1)  | 6,22 %             | 2     |
| FDP    | 2,30 %             | 1     |

1) Offene Liste Hammah
Die Wahlbeteiligung bei der Kommunalwahl 2021 lag bei 62,90 %.

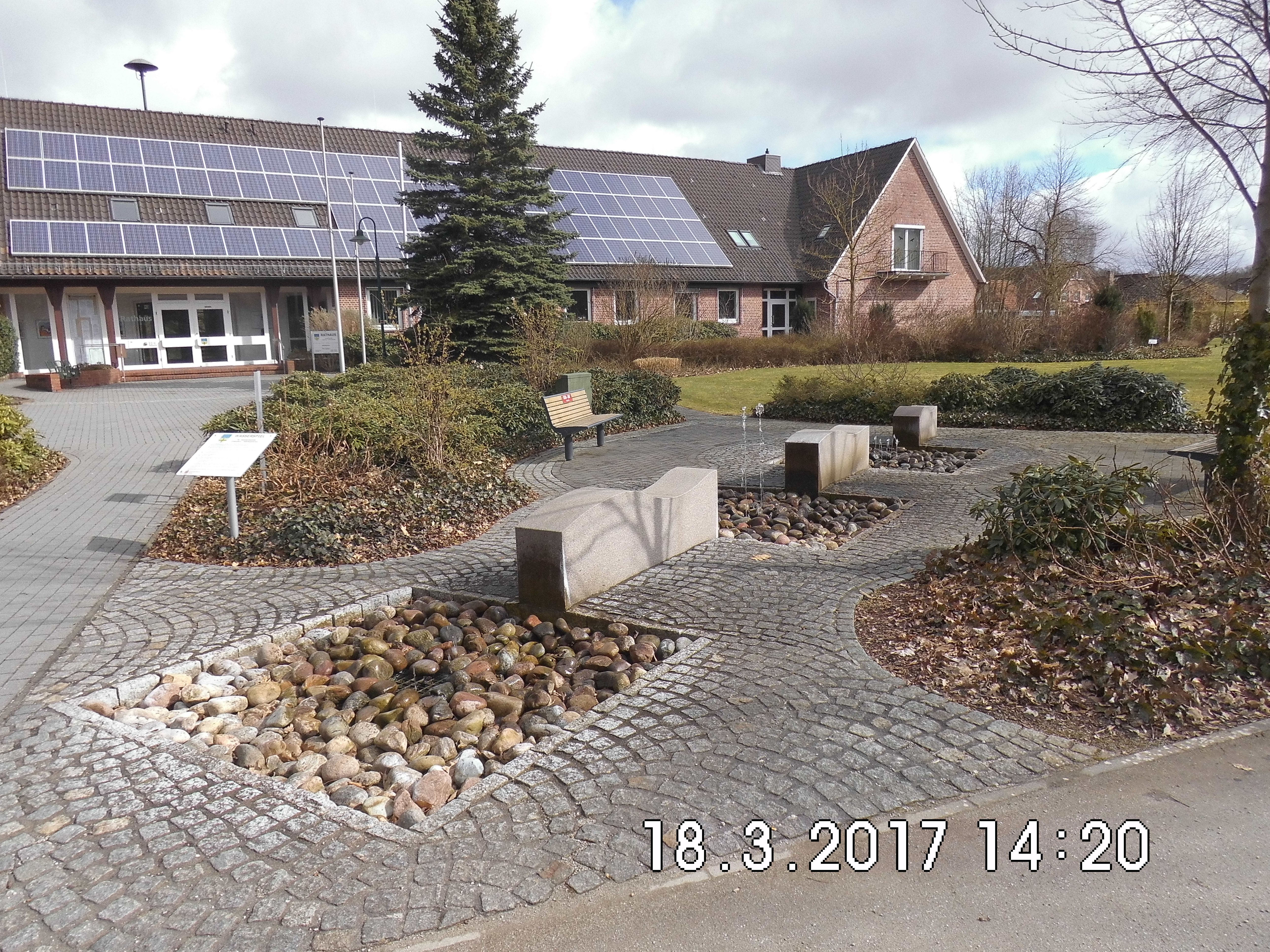
Der Brunnen Wasserspiel vor dem Rathaus in Himmelpforten

### Samtgemeindebürgermeister
Bei der Bürgermeisterwahl am 10. November 2013 konnte sich Holger Falcke mit 85,09 Prozent Ja-Stimmen durchsetzen. Falcke ist parteilos und trat mit Unterstützung der CDU, der SPD, der FWG und der OLH als einziger Bewerber um das Amt des Samtgemeindebürgermeisters an. Er war zuvor bereits Bürgermeister der Samtgemeinde Himmelpforten und ein maßgeblicher Befürworter der Schaffung der neuen Samtgemeinde Oldendorf-Himmelpforten.

### Partnerschaften
Seit dem 8. Juli 2005 besteht eine Partnerschaft der Samtgemeinde Oldendorf mit der polnischen Landgemeinde Puck an der Ostsee.